# Akentrobuthus atakora
Espèce
Akentrobuthus atakora est une espèce de scorpions de la famille des Buthidae.

## Distribution
Cette espèce est endémique du Bénin. Elle se rencontre vers Natitingou dans la chaîne de l'Atacora.

## Description
La femelle holotype mesure 18,5 mm.

## Étymologie
Son nom d'espèce lui a été donné en référence au lieu de sa découverte, la chaîne de l'Atacora.

## Publication originale
- Vignoli & Prendini, 2008 : « A new species of Akentrobuthus Lamoral, 1976 (Scorpiones: Buthidae) from the Republic of Benin (Western Africa). » Journal of Afrotropical Zoology, vol. 4, p. 61–701 (texte intégral).